# 大日本百科事典
『大日本百科事典』（だいにっぽんひゃっかじてん）は、小学館によって1967年から刊行された全18巻と別巻1巻からなる百科事典である。別タイトル『大日本百科事典ジャポニカ』、Encyclopedia Japonica。

## 概要
初版は、1967年より刊行を開始し1972年に完結した。1972年より第2版が、1977年より第3版が、1980年に改訂新版が刊行された。また、これとは別に、1972年から1987年にかけて時事百科（年鑑）も刊行された。
累計で400万セットを売り上げたとされる。
編集顧問岡田要、小川鼎三、海後宗臣、貝塚茂樹、河竹繁俊、木内信蔵、木村秀政、金田一京助、坂本太郎、寿岳文章、末広恭雄、鈴木信太郎富永惣一、中村元、服部四郎、久松潜一、広瀬秀雄、本田正次、増田四郎、三上次男、水島三一郎、宮沢俊義、武者小路実篤、八幡一郎、湯川秀樹
装丁粟津潔
アート=ディレクター冨田百秋
編集兼発行者相賀徹夫
印刷者沢村嘉一（澤村嘉一）
特抄アート紙王子製紙（株）
特抄コート紙三菱製紙（株）、国策パルプ工業（株）（山陽国策パルプ（株））
特抄クロス日本クロス工業（株）（ダイニック（株））
表紙用特製色箔獨逸顔料工業（株）（日本ミクロコーティング（株））
印刷・製本凸版印刷（株）
編集委員201名
執筆・編集協力2,703名
画稿執筆36名9社団体
本文は、縦書き45行の一段を、1ページ4段組みとし、各記事の行末には、執筆者名を明記してある。随所に写真や図表を配置し、主要な記事には別刷の写真や地図を挿入している。また、必要な記事には参考図書・関連施設・問い合わせ先を明記している。

## 初版
1967年（昭和42年）から1972年（昭和47年）にかけて刊行された。本巻18巻と別巻5巻からなる。
表紙の色は紺色。ワイド国際判、地図のみB4判。上製本、ビニールカバー、外函付き。定価は、本巻は2,000円、別巻は2,200円、予約特価は本巻別巻共に1,800円。（いずれも刊行当時の価格。）

### 本巻
第1巻あ-いけ  1967年11月20日  763ページ  0501-506001-3068  序 “百科事典による日本人の未来像” 高橋誠一郎   別刷写真頁 : アクロポリス、アジャンタ、飛鳥美術、アダムとイブ、アッシリア、アンコール、イエス=キリスト  別刷地図 : アフリカ、アメリカ
第2巻いこ-えいか  1968年3月5日  757ページ  0501-506002-3068  別刷写真頁 : イスラム美術、色、インカ、印象主義美術、インド美術、浮世絵、海
第3巻えいき-おん  1968年5月20日  755ページ  0501-506003-3068
第4巻か-からし  1968年8月10日  763ページ  0501-506004-3068
第5巻からす-きりし  1968年10月10日  771ページ  0501-506005-3068  別刷地図 : 関東地方、九州地方、京都
第6巻きりす-けん  1968年12月20日  763ページ  0501-506006-3068  別刷地図 : 近畿地方
第7巻こ-さいの  1969年2月25日  771ページ  0501-506007-3068
第8巻さいは-しも  1969年4月25日  755ページ  0501-506008-3068  別刷地図 : 四国地方
第9巻しや-しんさ  1969年7月25日  755ページ  0501-506009-3068
第10巻しんし-せんさ  1969年9月30日  751ページ  0501-506010-3068
第11巻せんし-ちえ  1969年12月20日  777ページ  0501-506011-3068  別刷地図 : ソビエト連邦
第12巻ちお-てんの  1970年3月20日763ページ  0501-506012-3068  別刷地図 : 中華人民共和国、中国地方、中部地方
第13巻てんは-にち  1970年6月15日  801ページ  0501-506013-3068  別刷地図 : 東北地方、奈良
第14巻につ-はわ  1970年9月15日 773ページ  0501-506014-3068  別刷地図 : パリ
第15巻はん-ふら  1970年12月10日  769ページ  0501-506015-3068
第16巻ふり-まよ  1971年3月15日  787ページ  0501-506016-3068  別刷写真頁 : ベネチア派、宝石、マニエリズモ、マヤ。別刷地図 : 北海道地方
第17巻まら-ゆん  1971年6月15日  795ページ  0501-506017-3068  別刷写真頁 : ミニアチュール、民家、モザイク、紋章、郵便切手。別刷地図 : 南アメリカ
第18巻よ-ん  1971年9月15日  763ページ  0501-506018-3068  別刷写真頁 : ラン、ルネサンス美術、ロココ美術、ロマネスク美術。別刷地図 : ヨーロッパ、ローマ
本巻総ページ数 : 13,832ページ

### 別巻
第22巻日本大地図  1971年11月5日  155ページ
第20巻日本美術名宝事典  1971年12月20日  559ページ
第23巻世界大地図  1972年3月15日  151ページ
第21巻世界美術名宝事典  1972年5月10日  559ページ
第19巻索引小百科  1972年7月1日  775ページ

## 新版

### 本巻
第1巻あ  643ページ
第2巻い  602ページ
第3巻う-え  591ページ
第4巻お-かお  602ページ
第5巻かか-かも  597ページ
第6巻かや-きゆ  607ページ
第7巻きよ-く  635ページ
第8巻け-こお  622ページ
第9巻こか-さの  635ページ
第10巻さは-しも  605ページ
第11巻しや-しよ  611ページ
第12巻しら-す  525ページ
第13巻せ-そ  614ページ
第14巻た-ちの  571ページ
第15巻ちは-てわ  581ページ
第16巻てん-と  659ページ
第17巻な-の  617ページ
第18巻は-ひと  626ページ
第19巻ひな-ふる  603ページ
第20巻ふれ-ほ  603ページ
第21巻ま-め  578ページ
第22巻も-ら  581ページ
第23巻り-ん  547ページ

### 別巻
第24巻索引小百科  729ページ
第25巻日本美術名宝事典  559ページ
第26巻世界美術名宝事典  559ページ
第27巻日本大地図  155ページ
第28巻世界大地図  151ページ

## 時事百科
1972年版1972年4月20日  0501-506024-3068  499ページ  定価 1,800円
1973年版1973年4月30日  0501-526025-3068  479ページ  定価 2,000円
1974年版1974年4月30日  0501-527026-3068  485ページ  定価 2,000円
1975年版1975年4月30日  0501-527027-3068  495ページ  定価 2,000円
1976年版1976年4月30日  0501-527028-3068  495ページ  定価 2,500円
1977年版1977年4月30日  0501-527029-3068  495ページ  定価 2,500円
1978年版1978年4月30日  0501-527130-3068  495ページ  定価 2,800円
1979年版1979年4月30日  0501-527231-3068  471ページ  定価 2,800円
1980年版1980年3月30日  0501-529032-3068  471ページ  定価 3,300円
1981年版1981年3月30日  0501-529033-3068  471ページ  定価 3,300円
1982年版1982年3月30日  0501-529034-3068  471ページ  定価 3,800円
1983年版1983年3月30日 ISBN 4-09-529083-8 479ページ  定価 4,300円
1984年版1984年3月30日 ISBN 4-09-529084-6 479ページ  定価 4,500円
1985年版1985年4月10日 ISBN 4-09-529085-4 447ページ  定価 4,800円
1986年版1986年3月30日 ISBN 4-09-529086-2 463ページ  定価 5,000円
1987年版1987年4月20日 ISBN 4-09-529087-0 455ページ  定価 5,500円